# Karel Rais
Karel Rais (* 14. října 1949 Brno) je český ekonom a politik. Od roku 2013 je poslancem Poslanecké sněmovny Parlamentu ČR za hnutí ANO. V letech 2006 až 2014 působil jako rektor Vysokého učení technického v Brně.

## Život
Vystudoval Fakultu elektrotechniky VUT, specializaci počítače a svá vzdělání si doplnil v postgraduálních kurzech Informatiky (specializace programování, 1975–1977). Pracoval nejprve jako technik počítače (T 200), později jako vedoucí střediska na UJEP Brno. Po roce 1989 si doplnil vzdělání v managementu studiem MBA v Nottingham Trent University (GB).
Před rokem 1989 se zabýval operativním řízením výroby (n. p. Sigma Olomouc, Adast Adamov, Zbrojovka Brno aj.), po roce 1989 přesedlal zejména do oblasti makroekonomické (vedoucí týmu pro vývoj a využití unikátního programového systému pro snížení druhotné platební neschopnosti českých a slovenských firem – 64 miliard Kč) a následně zejména do oblasti strategického řízení firem (Moravské železárny Olomouc, šroubárny Kyjov, Železárny Veselí nad Moravou, Zbrojovka Brno, ŽĎAS, a. s., Zetor a. s., BOTEX Hrušovany a. s., BVV, Slovnaft Bratislava a.s., atd.). Jeho odborná a vědecká činnost je dlouhodobě soustředěna zejména na problematiku modelování firemních manažerských procesů. Od 80. let se věnuje tvorbě a následné aplikaci modelů umělé inteligence v oblasti firemního řízení (2 expertní systémy aplikované v praxi, modely založené na bázi genetických algoritmů, použité při investičním rozhodování o výstavbě přehrady v Mongolsku, atd.).
Od roku 1989 se spolupodílel na založení řady mezinárodních studií (např. joint master degree s univerzitou K. Adamieckého v Katovicích a Nottingham Trent University ve Velké Británii), spoluzakládal studia LLM, MPA na MU v Brně, MBA studia na VUT společně s Dominican University v Chicago, dále MSc studia, BA HONS studia  na VUT, atd. Aktivně přednášel pro řadu zahraničních univerzit – např. ve Velké Británii (např. Nottingham), v Itálii (Florencie, Trento), ve Španělsku (Sevilla) nebo v Polsku (Toruň).
V letech 1992–1995 získal další vzdělání na Nottingham Trent University ve Velké Británii a od té doby začal působit na VUT v Brně, zároveň dále poskytoval konzultační služby výrobním podnikům.
Mezi lety 1996 a 2002 byl děkanem Fakulty podnikatelské VUT. V letech 2003–2006 pracoval jako prorektor VUT pro strategický rozvoj. V letech 2006 až 2014 působil jako rektor Vysokého učení technického v Brně, když ve funkci nahradil Jana Vrbku.
Od roku 1989 nepřetržitě zastával řadu akademických funkcí. Je dlouhodobým členem řady vědeckých univerzitních a fakultních  rad – Univerzity Tomáše Bati ve Zlíně, Vysoké školy báňské v Ostravě, Slovenské technické univerzity v Bratislavě, Provozně ekonomické fakulty Mendelovy univerzity v Brně a dalších českých univerzit.
V roce 2010 obdržel titul čestný doktorát od Iževské státní univerzity, v roce 2011 obdržel prestižní ocenění Technické univerzity ve Vídni, cenu Johanna Josepha Ritter von Prechtla. Pod jeho vedením VUT obdrželo řadu význačných ocenění, v roce 2010  bylo zařazeno mezi 100 nejlepších českých firem.
V roce 2011 získal prestižní ocenění Cenu města Brna. Jeho dlouholetá spolupráce s průmyslovými podniky byla několikrát oceněna na úrovni hospodářské komory, a to jak brněnské, tak krajské i celorepublikové.
V roce 2013 byl finalistou soutěže Manažer roku 2012 (obsadit druhé místo), kterou pořádá Česká manažerská asociace.

## Politické působení
Ve volbách do Senátu PČR v roce 2012 kandidoval v obvodu č. 59 – Brno-město jako nestraník za TOP 09 a hnutí STAN. Získal 7,96 % hlasů a nedostal se do druhého kola.
V roce 2013 kandidoval v předčasných volbách do Poslanecké sněmovny Parlamentu České republiky jako nestraník na kandidátce hnutí ANO za Jihomoravský kraj a byl zvolen.
V komunálních volbách v roce 2014 kandidoval do Zastupitelstva města Brna z 26. místa kandidátky ANO, ale neuspěl. V krajských volbách v roce 2016 kandidoval za ANO do Zastupitelstva Jihomoravského kraje, ale neuspěl. Ve volbách do Poslanecké sněmovny PČR v roce 2017 za ANO v Jihomoravském kraji kandidoval na druhém místě kandidátky. Svůj mandát obhájil a stal se znovu poslancem.
V komunálních volbách v roce 2018 neúspěšně kandidoval do Zastupitelstva města Brna z 21. místa kandidátky ANO.
Ve volbách do Senátu PČR v roce 2020 kandidoval jako nestraník za ANO v obvodu č. 60 – Brno-město. Se ziskem 15,93 % hlasů skončil na 3. místě a do druhého kola nepostoupil.
V dubnu 2021 média spekulovala, že by se Karel Rais nebo Patrik Nacher mohl stát ministrem školství, mládeže a tělovýchovy namísto Roberta Plagy. Mluvčí ministerstva školství Aneta Lednová však později uvedla, že se žádné personální změny na ministerstvu neplánují.
Ve volbách do Poslanecké sněmovny PČR v roce 2021 kandidoval za ANO na 2. místě v Jihomoravském kraji. Získal 4 036 preferenčních hlasů, a stal se tak znovu poslancem.
V komunálních volbách v roce 2022 neúspěšně kandidoval do Zastupitelstva města Brna z 31. místa kandidátky ANO.